# Александар Акимов
Александар Фјодорович Акимов (рус. Александр Фёдорович Акимов; 6. мај 1953 — 11. мај 1986) био је совјетски инжењер који је био на дужности шефа смене која је радила у реактору 4 Чернобиљске нуклеарне електране у ноћи када се десила Чернобиљска катастрофа 26. априла 1986. године.

## Биографија
Александар Акимов је рођен 6. маја 1953. године у Новосибирску, Руска СФСР, СССР.
Акимов је 1976. године дипломирао на Московском енергетском инжењерском институту, са специјализацијом у инжењерству и аутоматизацији топлотних и енергетских процеса.
Каријеру је започео у Нуклеарној електрани Чернобиљ у септембру 1979. године. Током првих година у Чернобиљу, био је на позицијама вишег инжењера за управљање турбинама и надзорника смене турбинске сале.
Дана 10. јула 1984. године Александар Акимов именован је за надзорника смене јединице реактора 4.

### Чернобиљска катастрофа
У ноћи 26. априла 1986. године, Александар Акимов је обављао дужност надзорника смене реактора 4.
Турбина је била затворена како је планирано и струја је скочила. Акимов је притиснуо дугме АЗ-5 — хитни случај класе 5 — да угаси отровани реактор. Контролне шипке су ушле око 2-2,5 m у реактор, које се спуштају до дубине од укупно седам метара, али борове шипке су имале графитне врхове који су узроковали повећање снаге. Реактор је затим експлодирао, а комуникационе мреже су изненада биле преплављене позивима и информацијама — Акимов је чуо извештаје о великом оштећењу реактора, али није вјеровао у то и зато је преносио лажне информације о стању реактора. Када је сазнао тачан степен несреће, радио је са својом посадом у згради реактора до раног јутра, покушавајући да пумпа воду у изложени реактор.
Акимов је умро 11. маја 1986. године, две седмице након несреће, због акутног радијацијског синдрома, у доби од 33 године. У почетном испитивању су он и његови сарадници били окривљени. Тек касније је кривица пребачена на директора и управника фабрике. Посада и директори нису се придржавали сигурносних смерница постројења и игнорисали су понављана упозорења.

## Признања
Александра Акимова је председник Украјине Виктор Јушченко постхумно наградио Орденом храбрости 3. степена.